# 1985 à la télévision
| Années de la télévision : 1982 - 1983 - 1984 - 1985 - 1986 - 1987 - 1988    |
| Décennies de la télévision : 1950 - 1960 - 1970 - 1980 - 1990 - 2000 - 2010 |

Cet article présente les faits marquants de l'année 1985 à la télévision.

## Événements
- 15 février : Passage de Marc-Édouard Nabe à l'émission Apostrophes pour son premier livre, Au régal des vermines ; après l'émission, où il avait dérapé avec des propos antisémites, il se fit frapper au visage par Georges-Marc Benamou ulcéré.
- 16 octobre : la veille de l'émission L'Heure de vérité à laquelle est invitée Jean-Marie Le Pen,un double attentat revendiqué par Action directe vise les studios d'Antenne 2 et la Maison de la Radio[1].
- 18 décembre : Lancement en France de la première ville de télévision par câble grand public à Cergy-Pontoise avec les 6 premières chaînes de télévision par câble TMC, RTL Télévision, TV5, Sky Channel et 2 chaînes locale.
- 23 décembre : Naissance de la première chaîne de télévision par câble, la jeunesse et thématique française Canal J sur le réseau câblé à Cergy-Pontoise.

## Émissions
- 26 janvier : Première de l'émission Le Disney Channel sur FR3.
- 26 mars : Première de l'émission Questions à domicile sur TF1.
- Tournez manège ! (TF1)
- Télématin (Antenne 2)
- Gym Tonic (Antenne 2)
- Le Petit Théâtre de Bouvard (Antenne 2)

## Séries télévisées
- 6 janvier - Princesse Sarah : série télévisée japonaise réalisée et produite par Ryūzō Nakanishi.
- 10 septembre : Première diffusion de la série Alvin et les Chipmunks en France sur Canal+ dans l'émission Cabou Cadin.
- 17 septembre : Les Mondes Engloutis sur Antenne 2.
- 2 octobre : Clémentine sur Antenne 2.
- 23 novembre : Robo Story sur Canal+.

## Distinctions

### Sept d'or (France)
- Meilleur animateur : Bernard Pivot
- Meilleur film de TV : Claude Santelli pour Jacques le fataliste et son maître
- Meilleure série ou feuilleton : Des grives aux loups de Philippe Monnier
- Meilleur réalisateur de fiction : Claude Santelli pour Jacques le fataliste et son maître
- Meilleur auteur ou scénariste de fiction : Jean L'Hôte pour Le Diable dans le bénitier
- Meilleur comédien de fiction : Michel Bouquet pour Christmas Carol
- Meilleure comédienne de fiction : Suzanne Flon pour Mademoiselle Clarisse
- Meilleur présentateur de journal télévisé : Christine Ockrent
- Meilleur journaliste ou reporter : François de Closets
- Meilleur magazine d'actualité ou de débat : 7 sur 7
- Meilleure émission de variétés : Les Enfants du rock
- Meilleure émission musicale : Musiques au cœur
- Meilleure émission de jeu : La Chasse aux trésors
- Meilleur documentaire : L'Equipe Cousteau en Amazonie
- Meilleure magazine culturel : Apostrophes
- Meilleure émission d'animation et de jeunesse : Le Disney Channel, FR3
- Meilleure journaliste sportif : Gérard Holtz, Antenne 2
- Meilleur réalisateur de direct : Maurice Dugowson pour Droit de réponse
- Meilleure musique originale : Maurice Jarre pour Au nom de tous les miens
- Meilleur producteur de télévision : Bernard Pivot pour Apostrophes
- Meilleure speakerine : Évelyne Dhéliat
- Meilleur spot publicitaire : Citroën de Richard Raynat

## Principales naissances
- 28 janvier : Tom Hopper, acteur anglais.
- 5 février : Tatiana Silva, présentatrice belge
- 10 mars : Cooper Andrews, acteur américain.
- 21 mars : Sonequa Martin-Green, actrice américaine.
- 26 mars : Keira Knightley, actrice britannique
- 27 mars : Blake McIver Ewing, acteur américain
- 20 avril : Billy Magnussen, acteur américain.
- 2 juillet : Ashley Tisdale, actrice et chanteuse américaine
- 7 septembre : Alyssa Diaz, actrice américaine.
- 21 septembre : Chloé Nabédian, présentatrice française.
- 30 novembre : Kaley Cuoco, actrice américaine

## Principaux décès
- 16 avril : Scott Brady, acteur américain (° 13 septembre 1924).
- 28 avril : Jean L'Hôte, écrivain et cinéaste français (° 13 janvier 1929).
- 10 juin : George Chandler, acteur américain (° 30 juin 1898).
- 11 juin : Norman Claridge, acteur britannique (° 29 août 1923).
- 25 juillet : Grant Williams, acteur américain (° 18 août 1931).
- 2 août : Frank Faylen, acteur américain (° 8 décembre 1905).
- 30 septembre : Simone Signoret, actrice française (° 25 mars 1921).
- 2 octobre : 
  - Rock Hudson, (Roy Scherer Fitzgerald), acteur américain. (° 17 novembre 1925).
  - George Savalas, acteur américain (° 5 décembre 1924).
- 10 octobre : Orson Welles, acteur et réalisateur américain (° 6 mai 1915).
- 12 octobre : Johnny Olson, acteur américain (° 22 mai 1910).
- 9 novembre : Marie-Georges Pascal, actrice française (° 2 octobre 1946).
- 12 décembre : Anne Baxter, actrice américaine (° 7 mai 1923).
- 31 décembre : Rick Nelson, acteur et chanteur-compositeur américain (° 8 mai 1940).